# Eurytoma nartshukae
Eurytoma nartshukae är en stekelart som beskrevs av Zerova 1977. Eurytoma nartshukae ingår i släktet Eurytoma och familjen kragglanssteklar.
Artens utbredningsområde är:
- Mongoliet.
- Ukraina.

Inga underarter finns listade i Catalogue of Life.